# Tranvia Novi Ligure-Ovada
(Romolo Bonin, A Cafetea - Treno Espresso Ovada-Novi (sonetto in lingua genovese))
La tranvia Novi Ligure-Ovada era una linea tranviaria inaugurata nel 1881 che collegava Novi Ligure con Ovada, completata nel 1887 con una diramazione ferroviaria tra Frugarolo e Basaluzzo. La tranvia venne soppressa nel 1953.

## Storia

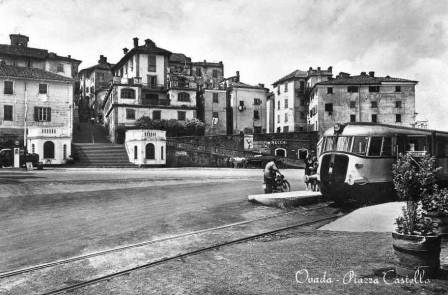
Un'automotrice in sosta in piazza Castello (Ovada), nei primi anni di servizio di tali veicoli

A lavori di costruzione già avviati, la concessione per l'esercizio della tranvia Novi Ligure - Ovada fu affidata alla neocostituita Società Anonima per la Ferrovia della Valle d'Orba (SAFVO) nel 1880. La linea entrò in esercizio il 2 ottobre 1881.
Costruita come tranvia a vapore a scartamento ordinario, la stessa aveva una lunghezza complessiva di 23,227 km, di cui 7 in sede propria. A Novi Ligure era presente un binario di raccordo lungo 400 m con la stazione della Rete Mediterranea (dal 1905 Ferrovie dello Stato) per l'inoltro dei carri merci in servizio cumulativo. Il percorso, che si snodava in prevalenza lungo la valle del fiume Orba, prevedeva 4 stazioni e 12 fermate facoltative, in alcuni casi relativamente distanti dagli omonimi centri abitati posti sulle colline.
Il 5 maggio 1887 fu inaugurata una diramazione a carattere ferroviario che da Basaluzzo raggiungeva la stazione di Frugarolo, in cui era presente un ulteriore interscambio con la Mediterranea. Anche la gestione di tale tratta fu affidata, con regio decreto 3763, alla SAFVO.
Negli anni seguenti la graduale soppressione delle tranvie provinciali non interessò la rete della valle d'Orba, grazie anche alla presenza di attività industriali raccordate che consentivano alla società esercente di ottenere bilanci positivi. Nel 1933, allo scopo di potenziale il trasporto pubblico sulla stessa, con la partecipazione della provincia di Alessandria e dell'ILVA venne costituita una nuova società denominata Società Ferroviaria Val d'Orba (FVO), con sede a Genova, cui fu affidato l'esercizio ed il rinnovamento della rete. Quest'ultimo fu attuato sostituendo lungo la tranvia le originarie rotaie da 22 kg/m con altre da 28 e 36 kg/m per un'estesa di circa 17 km.
Nel 1936 un ulteriore potenziamento dell'impianto consistette nell'allacciamento del capolinea sud, ubicato in piazza Castello, con la stazione FS di Ovada Nord, tramite un raccordo di circa 910 m utilizzato per l'inoltro delle merci che richiese la costruzione di un nuovo ponte sull'Orba.
La seconda guerra mondiale causò alla linea diversi danni, fra cui la perdita di 2 automotrici e dello scalo di Novi Ligure. Tuttavia le mutate condizioni economiche e la mancanza di investimenti che consentissero un reale rinnovo degli impianti portarono alla decisione di sopprimere il servizio, che fu attuata per fasi: nel 1948 cessò l'esercizio della diramazione per Frugarolo, mentre le corse tranviarie fra Novi Ligure ed Ovada terminarono nel 1953. L'esercizio passeggeri, effettuato da allora con autocorse, fu rilevato dalla Società Anonima Autotrasporti Alessandrina (SAA).

## Percorso
|  |  | Continuation backward |

|  |  | Unknown route-map component "emABZgl" | Unknown route-map component "uexSTR+r" |  |

|  |  | Station on track | Unknown route-map component "uexBHF" |  |

|  | Unknown route-map component "CONTgq" | One way rightward | Unused straight waterway |  |

|  |  |  | Unknown route-map component "uexHST" |

|  |  |  | Unknown route-map component "uexHST" |

|  |  |  | Unknown route-map component "uexHST" |

|  |  |  | Unknown route-map component "exmBHFa" |

|  |  | Unknown route-map component "exCONTgq" | Unknown route-map component "exABZmgr" |  |

|  |  |  | Unknown route-map component "uexHST" |

|  |  |  | Unknown route-map component "uexHST" |

|  |  |  | Unknown route-map component "uexBHF" |

|  |  |  | Unknown route-map component "uexHST" |

|  |  |  | Unknown route-map component "uexBHF" |

|  |  |  | Unknown route-map component "uexBHF" |

|  |  |  | Unknown route-map component "uexHST" |

|  |  |  | Unknown route-map component "uexHST" |

|  |  |  | Unknown route-map component "uexHST" |

|  |  | Unknown route-map component "uexKDSTaq" | Unknown route-map component "uexABZg+r" |  |

|  | Continuation backward |  | Unused straight waterway |  |

|  | Station on track |  | Unused straight waterway |  |

|  | Straight track |  | Unknown route-map component "uexWBRÜCKE1" |  |

|  | Straight track |  | Unknown route-map component "uexBHF" |  |

|  | Unknown route-map component "emABZgl" | Unknown route-map component "uexWBRÜCKE1q" | Unknown route-map component "uexSTRr" |  |

| Unknown route-map component "CONTgq" | Unknown route-map component "KRWgr+r" |  |  |  |

|  | Continuation forward |

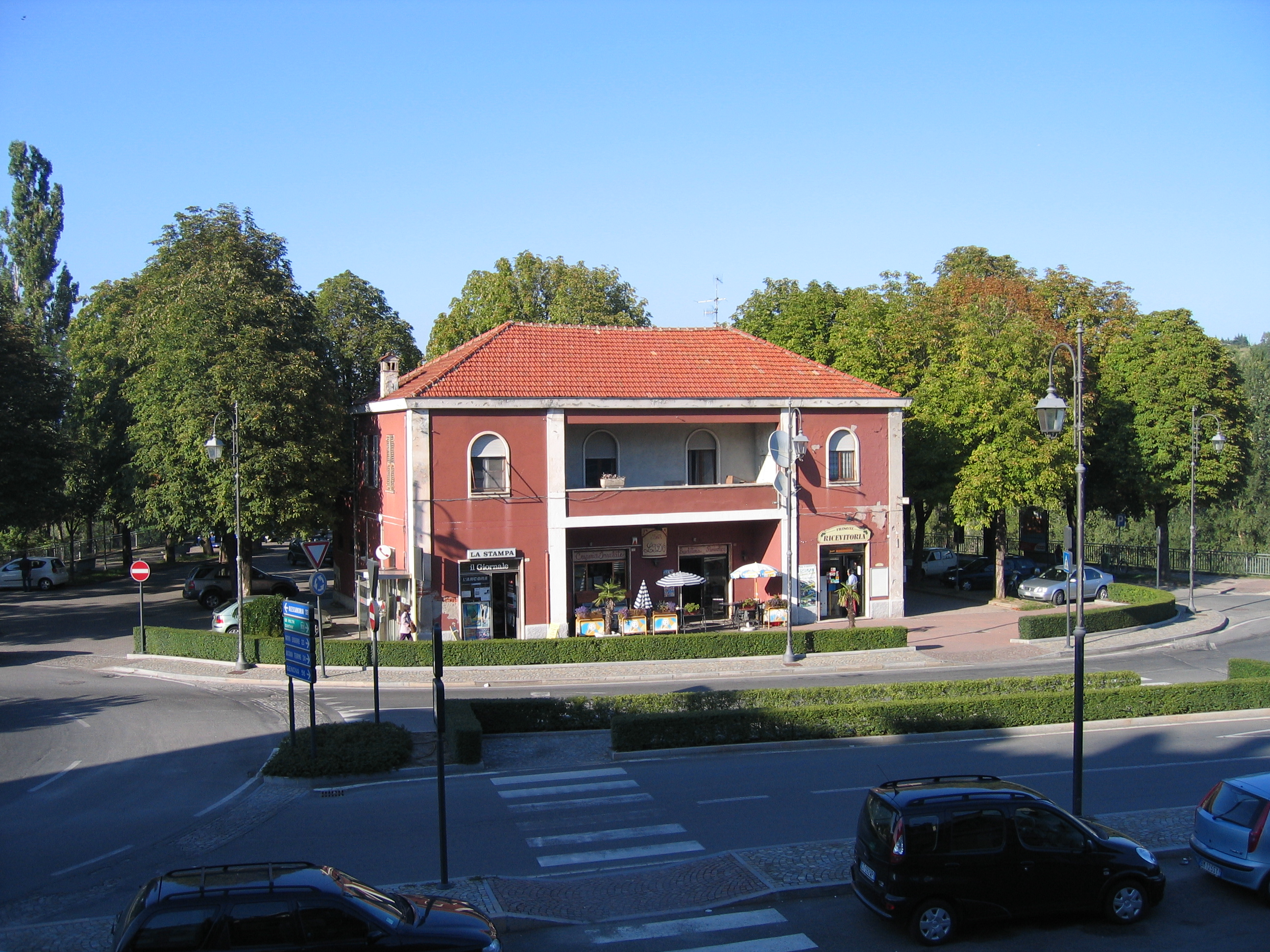
L'ex stazione di Ovada nel 2007

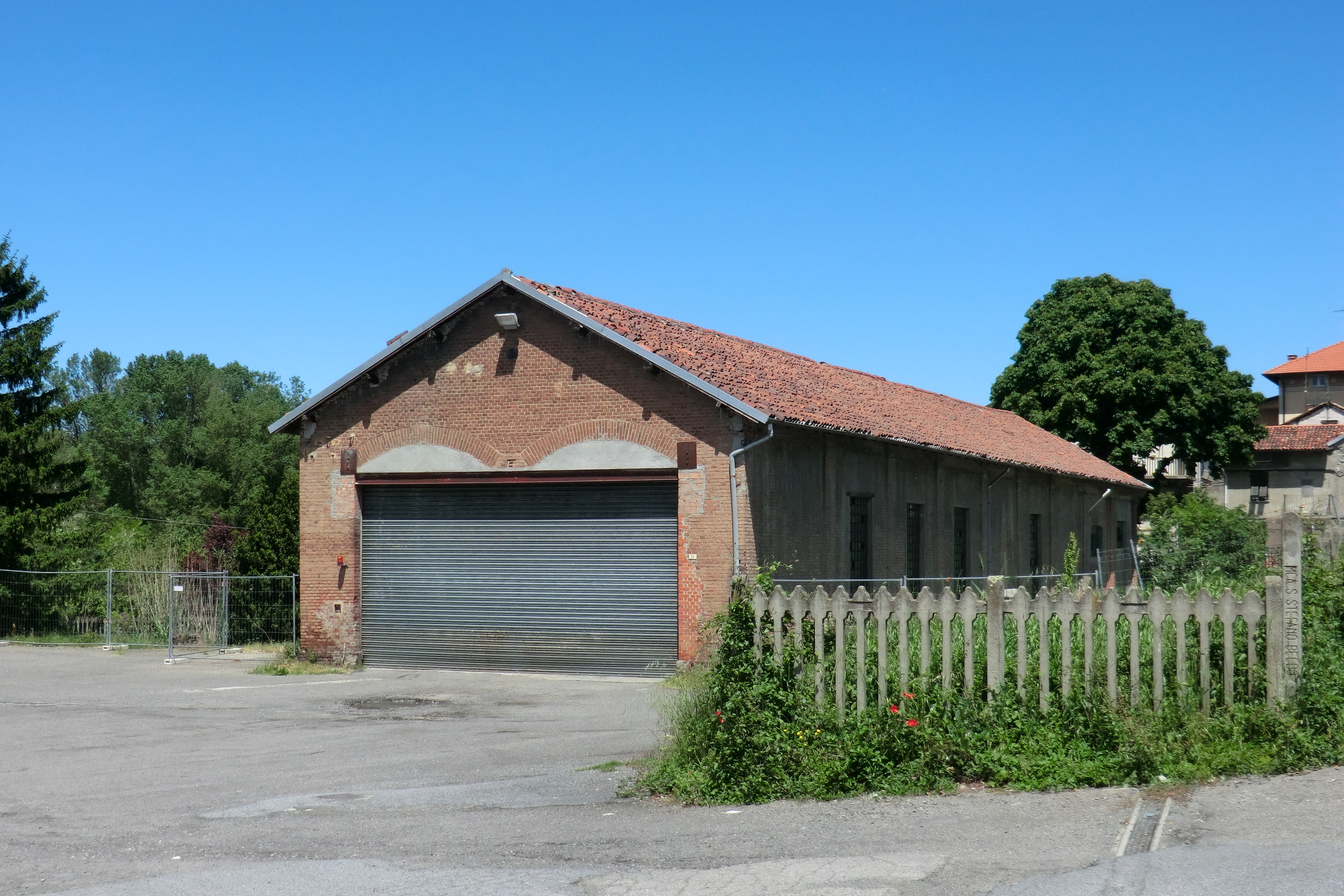
Deposito FVO di Ovada

Lasciato l'abitato di Novi Ligure, in cui il capolinea tranviario era ubicato di fronte alla stazione ferroviaria, il tracciato della linea si dirigeva verso ovest; superate le fermate di Cattanietta, Michelina (i toponimi allora utilizzati corrispondevano, spesso, alle cascine presenti sul territorio) e Sant'Antonio, si raggiungeva la stazione di Basaluzzo, località di diramazione della tratta con caratteristiche ferroviarie per Frugarolo. Da qui, lasciata ormai la valle Scrivia e raggiunta quella del fiume Orba, la linea piegava verso sud sud ovest mantenendosene sulla sponda orografica destra.
Superate le fermate di Predosa, e Villa Sauli la tranvia seguiva poi, in successione, le stazioni di Capriata d'Orba, Castelletto d'Orba e Silvano d'Orba, per poi servire, con altrettante fermate a fondovalle in corrispondenza dei bivi sulla carrozzabile, le località di Lerma e Tagliolo Monferrato.
Superato infine il fiume Stura mediante il ponte della strada provinciale 155, con cui la linea condivideva in buona parte la sede, veniva finalmente raggiunta la stazione di Ovada Piazza Castello. Quest'ultima era caratterizzato da un fabbricato a pianta rettangolare che, ampiamente rimaneggiato nel tempo, esiste tuttora.
La rete possedeva due depositi: uno a Ovada, tuttora esistente e per alcuni anni utilizzato per il ricovero degli autobus della SAAMO, risalente alla costruzione della tramvia; uno a Novi Ligure realizzato negli anni trenta appositamente per il ricovero e la manutenzione delle "Littorine".

## Materiale rotabile
Destinate all'esercizio su entrambe in primis sulla linea di Frugarolo, la SAFVO acquistò almeno 3 locomotive di nuova costruzione; realizzate dalla tedesca Henschel fra il 1881 e 1882, si trattava di locotender a 2 assi (rodiggio 0-2-0) che assunsero, come usanza dell'epoca, i nomi Lemme, Ovada e Novi.
Nel 1911 la società belga Société Anonyme la Métallurgique di Tubize consegnò una locomotiva tranviaria, di modello analogo a quelle fornite anche alle Tramways a Vapore Interprovinciali di Milano, Bergamo e Cremona (TIP). Ulteriori 5 unità analoghe del medesimo costruttore, provenienti dal parco delle stesse TIP si aggiunsero dopo il 1930.
Un sostanziale rinnovamento del parco si ebbe nel 1940, con l'acquisto di 5 automotrici Diesel ALn 56 Fiat. Tali veicoli, allora soprannominati "Littorine", costituivano la versione 045 di tale modello, allora ben diffuso, e costarono 415.200 lire ciascuna. Lunghe 17,94 metri, le stesse possedevano un motore Fiat 356C della potenza di 115 kW. La velocità massima era di 65 km/h e la capacità di 58 posti a sedere di cui 4 di prima classe. Curiosamente, le automotrici FVO furono le uniche ALn 56, fra tutti i tipi consegnati ad imprese ferroviarie italiane, ad adottare il terzo faro anteriore all'altezza dell'imperiale. L'immissione in servizio di tali veicoli consentì di ridurre il tempo di percorrenza totale a 40 minuti.
Nel 1940/41 entrò nel parco FVO una locotender a 3 assi acquisita di seconda mano dalla società Greco di Reggio Emilia. Marcata come "n. 25", l'unità venne in seguito ceduta all'ILVA di Novi Ligure per le manovre all'interno del proprio stabilimento.
Nel 1943 fu acquisita dalle FS la locotender 835.061, che si aggiunse alle 6 allora presenti nel parco FVO.

### Materiale motore - prospetto di sintesi
| Unità   | Anno di acquisizione | Costruttore       | N. costruzione  | Tipo                           | Note                              |
| ------- | -------------------- | ----------------- | --------------- | ------------------------------ | --------------------------------- |
| Lemme   | 1881                 | Henschel          | 1246            | Locomotiva tranviaria a 2 assi |                                   |
| Ovada   | 1882                 | Henschel          | 1379            | Locomotiva tranviaria a 2 assi |                                   |
| Novi    | 1882                 | Henschel          | 1380            | Locomotiva tranviaria a 2 assi |                                   |
|         | 1911                 | Atélier de Tubize | 1707            | Locomotiva tranviaria a 3 assi |                                   |
|         | 1908                 | Atélier de Tubize | 1573-1574       | Locomotive tranviarie a 3 assi | Ex TIP                            |
|         | 1911                 | Atélier de Tubize | 1705, 1797-1708 | Locomotive tranviarie a 3 assi | Ex TIP                            |
| n. 25   | 1940/41              |                   |                 | Locotender a 3 assi            | Acquistata usata, ceduta all’ILVA |
| ?       |                      |                   |                 | Locotender a 3 assi            |                                   |
| 835.061 | 1943                 | Breda             | 980             | Locotender a 3 assi            | Ex FS                             |
| 1÷5     | 1940                 | Fiat              |                 | Automotrici ALn 56             |                                   |

## Galleria d'immagini

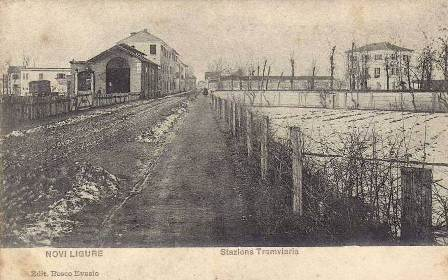
L'originaria stazione di Novi Ligure
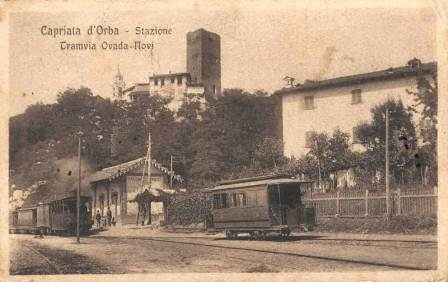
Stazione FVO di Capriata d'Orba
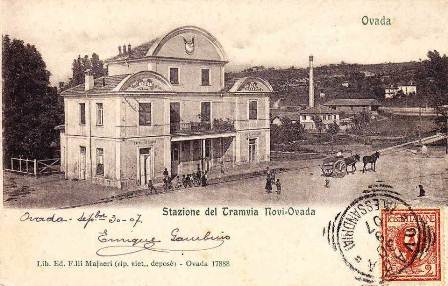
La stazione di Ovada, prima della ristrutturazione del fabbricato